# می‌خواهم برگردی (فیلم)
می‌خواهم برگردی (به انگلیسی: I Want You Back) یک فیلم سینمایی کمدی رمانتیک آمریکایی به کارگردانی جیسون اورلی محصول سال ۲۰۲۱ با بازی چارلی دی، جنی سلیت، جینا رودریگز، اسکات ایستوود، منی جاسینتو و کلارک بکو است.

## داستان
پیتر و اما هردو سی ساله هستند که هرکدام از شریک عاطفی خود جدا شده‌اند. این دو که نمی‌خواهند اعتراف کنند که روابط‌شان تمام شده‌است و ترس از این دارند که برای همیشه تنها خواهند بود، تصمیم می‌گیرند تا با جلوگیری از روابط جدید با هم متحد شوند تا بتوانند  رابطه قبلی خود را دوباره شکل دهند.

## فیلمبرداری
فیلمبرداری در مارس ۲۰۲۱ در آتلانتا، جورجیا آغاز شد. در ۱۶ آوریل ۲۰۲۱ اعلام شد که کمیسیون فیلم منطقه ای ساوانا می‌گوید لوازم اضافی برای چهار روز فیلمبرداری در ساوانا از ۲۷ تا ۳۰ آوریل مورد نیاز است.